# The Chromatica Ball
The Chromatica Ball è il settimo tour di Lady Gaga, in promozione del suo album in studio Chromatica.
Originariamente programmata per il 2020, la tournée fu dapprima rinviata al 2021 e poi al 2022 a causa della pandemia di COVID-19.
Si tratta della prima serie di concerti della cantante a svolgersi esclusivamente negli stadi.

## Scaletta
Scaletta adottata dal concerto del 21 luglio 2022.
Intro: Opening Film
1. Bad Romance
2. Just Dance
3. Poker Face

Interlude: The Operation
1. Alice
2. Replay
3. Monster

Interlude: Flowers
1. 911
2. Sour Candy
3. Telephone
4. LoveGame (contiene elementi da John Wayne)

Interlude: Psychedelic
1. Babylon
2. Free WomanLady Gaga mentre canta Free Woman

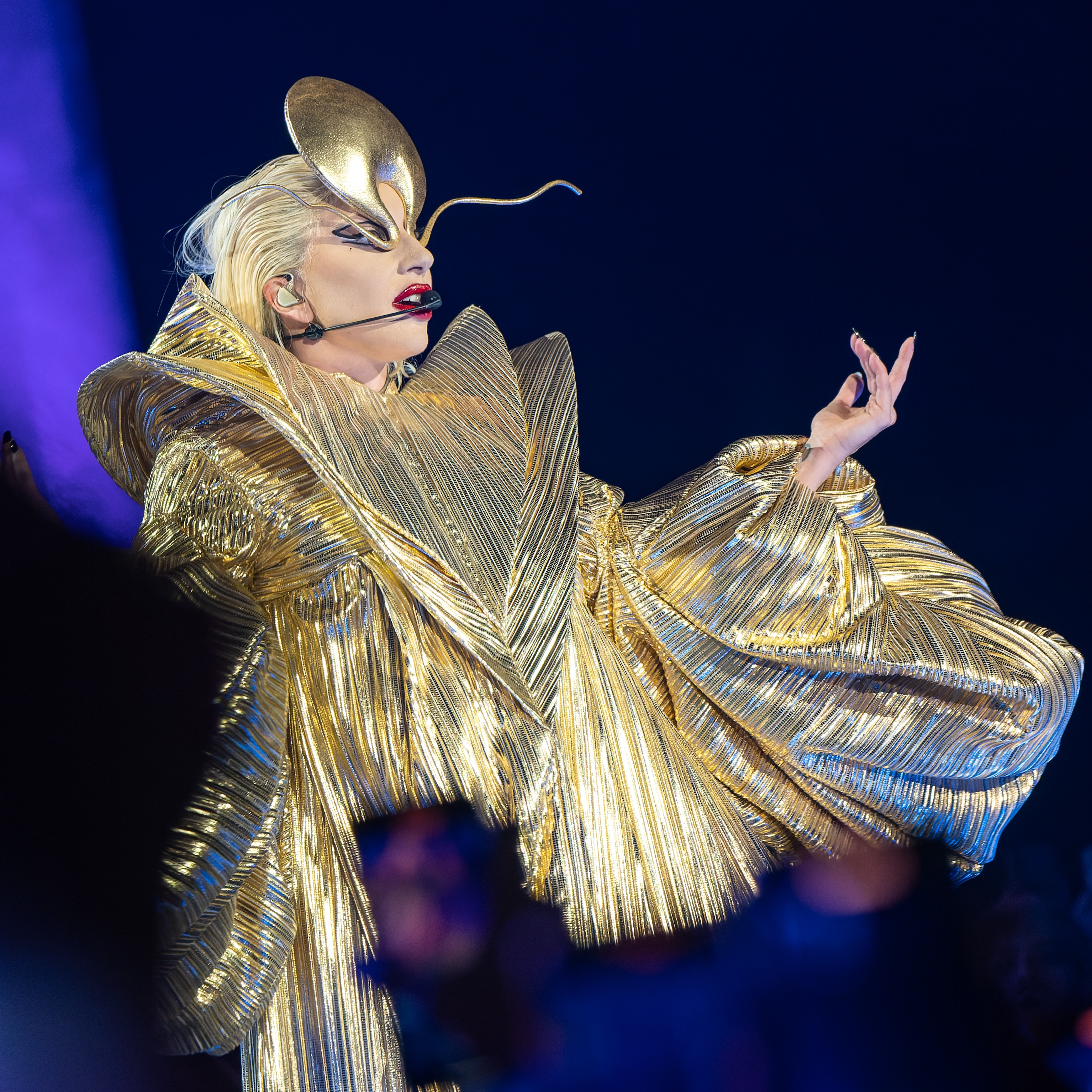
Lady Gaga mentre canta Free Woman

3. Born This Way (versione acustica + studio)

Interlude: Tamara
1. Shallow
2. Always Remember Us This Way
3. The Edge of Glory (versione acustica)
4. 1000 Doves (versione acustica)
5. Fun Tonight (versione acustica + studio)
6. Enigma

Interlude: Sonnet
1. Stupid Love
2. Rain on Me

Encore
1. Hold My Hand

### Variazioni della scaletta
- In alcune date, dopo 1000 Doves, l'artista si è esibita in Angel Down, brano tratto dall'album Joanne.[6]

## Date
| Data              | Paese       | Città           | Sede                      | Biglietti venduti / Biglietti disponibili | Incasso |  |
| Europa            | Europa      | Europa          | Europa                    | Europa                                    | Europa  |  |
| ----------------- | ----------- | --------------- | ------------------------- | ----------------------------------------- | ------- |  |
| 17 luglio 2022    | Germania    | Düsseldorf      | Merkur Spiel-Arena        | N.D.                                      | N.D.    |  |
| 21 luglio 2022    | Svezia      | Stoccolma       | Nationalarenan            | N.D.                                      | N.D.    |  |
| 24 luglio 2022    | Francia     | Saint-Denis     | Stade de France           | N.D.                                      | N.D.    |  |
| 26 luglio 2022    | Paesi Bassi | Arnhem          | GelreDome                 | N.D.                                      | N.D.    |  |
| 29 luglio 2022    | Regno Unito | Londra          | Tottenham Hotspur Stadium | N.D.                                      | N.D.    |  |
| 30 luglio 2022    | Regno Unito | Londra          | Tottenham Hotspur Stadium | N.D.                                      | N.D.    |  |
| Nordamerica       |             |                 |                           |                                           |         |  |
| 6 agosto 2022     | Canada      | Toronto         | Rogers Centre             | N.D.                                      | N.D.    |  |
| 8 agosto 2022     | Stati Uniti | Washington      | Nationals Park            | N.D.                                      | N.D.    |  |
| 11 agosto 2022    | Stati Uniti | East Rutherford | MetLife Stadium           | N.D.                                      | N.D.    |  |
| 15 agosto 2022    | Stati Uniti | Chicago         | Wrigley Field             | N.D.                                      | N.D.    |  |
| 19 agosto 2022    | Stati Uniti | Boston          | Fenway Park               | N.D.                                      | N.D.    |  |
| 23 agosto 2022    | Stati Uniti | Arlington       | Globe Life Field          | N.D.                                      | N.D.    |  |
| 26 agosto 2022    | Stati Uniti | Cumberland      | Truist Park               | N.D.                                      | N.D.    |  |
| 28 agosto 2022    | Stati Uniti | Hershey         | Hersheypark Stadium       | N.D.                                      |         |  |
| Asia              | Stati Uniti |                 |                           |                                           |         |  |
| 3 settembre 2022  | Giappone    | Tokorozawa      | Belluna Dome              | N.D.                                      | N.D.    |  |
| 4 settembre 2022  | Giappone    | Tokorozawa      | Belluna Dome              | N.D.                                      | N.D.    |  |
| Nordamerica       |             |                 |                           |                                           |         |  |
| 8 settembre 2022  | Stati Uniti | San Francisco   | Oracle Park               | N.D.                                      | N.D.    |  |
| 10 settembre 2022 | Stati Uniti | Los Angeles     | Dodger Stadium            | N.D.                                      | N.D.    |  |
| 13 settembre 2022 | Stati Uniti | Houston         | Minute Maid Park          | N.D.                                      |         |  |
| 17 settembre 2022 | Stati Uniti | Miami Gardens   | Hard Rock Stadium         |                                           |         |  |
| Totale            | Totale      | Totale          | Totale                    | N.D.                                      | N.D.    |  |

## Registrazioni e broadcasting
Lo spettacolo tenutosi a Los Angeles il 10 settembre 2022 è stato registrato professionalmente e diffuso su HBO Max a partire dal 25 maggio 2024 col titolo di Gaga Chromatica Ball.
Nel settembre del 2022 era invece trapelata sul web la registrazione audio del primo concerto giapponese della tournée.